# William Slim
William Joseph Slim, 1. vikomt Slim (William Joseph Slim, 1st Viscount Slim) (6. srpna 1891, Bristol, Anglie – 14. prosince 1970, Londýn, Anglie) byl britský maršál, úspěšný stratég za druhé světové války proti Japoncům. V armádě sloužil již za první světové války, později působil jako štábník důstojník a vojenský pedagog. Ve druhé světové válce byl velitelem převážně v Asii a zvítězil nad japonskou armádou v bitvě o Imphál, v roce 1948 dosáhl hodnosti polního maršála a v letech 1948–1952 byl náčelníkem britského generálního štábu. V letech 1953–1960 byl generálním guvernérem v Austrálii, poté byl s titulem vikomta povolán do Sněmovny lordů.

## Životopis

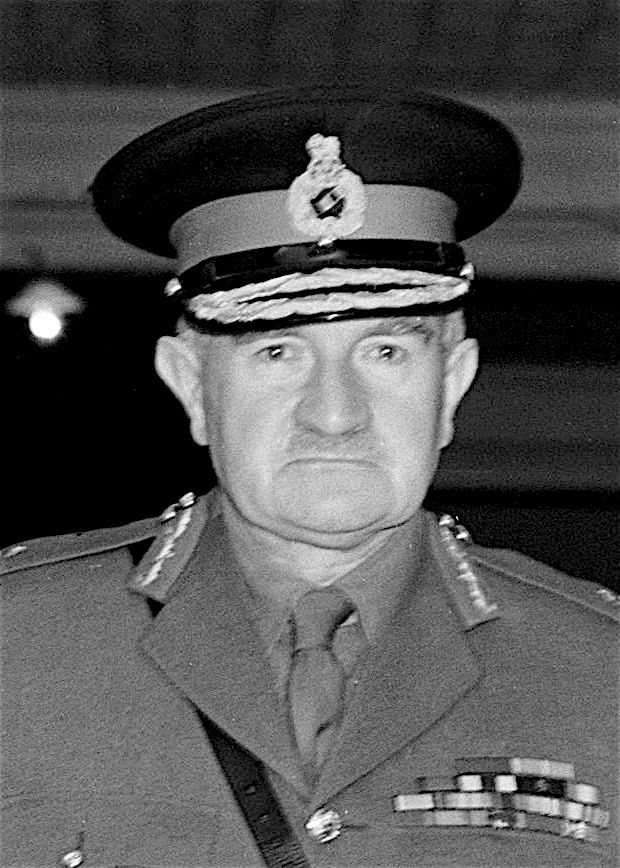
Polní maršál Sir William Joseph Slim jako náčelník generálního štábu (1950)

Pocházel z rodiny bristolského obchodníka Johna Slima, starší bratr Charles John Slim vystudoval medicínu. William Slim původně působil jako učitel a úředník, za první světové války vstoupil do armády a zúčastnil se bojů na Středním Východě. V letech 1916 a 1917 byl zraněn, po skončení války byl v hodnosti kapitána převelen do Indie. V Indii a později v Anglii působil jako vojenský pedagog, mezitím jako spisovatel publikoval romány, povídky a básně. Na počátku druhé světové války byl povýšen na brigádního generála (1939).
V roce 1940 se zúčastnil dobytí italských území v Africe, poté bojoval v Iráku a během spojenecké okupace Íránu navázal první kontakty s Rudou armádou (1942). Mezitím postupoval v hodnostech (generálmajor 1941, generálporučík 1942). V roce 1942 byl donucen k ústupu před Japonci, kteří pronikli do Barmy, během roku 1943 se mu ale podařilo dosáhnout barmských hranic a jako velitel 14. armády byl pověřen úkolem Barmu znovu dobýt. Budoval logistické základny zásobované letectvem a vycvičil své vojáky pro boj v džungli. V roce 1944 dosáhl vítězství v bitvě o Imphál, kde se mu podařilo odrazit pokus o japonskou invazi do Indie. Byl povýšen do šlechtického stavu a v roce 1945 jmenován generálem. V létě 1945 byl krátce vrchním velitelem spojeneckých vojsk v jihovýchodní Asii, k plánovanému dobytí Malajska ale již nedošlo vzhledem ke kapitulaci Japonska a ukončení druhé světové války.
Koncem roku 1945 se vrátil do Anglie, kde v letech 1946–1948 zastával post velitele vojenské školy Imperial Defence College, od roku 1947 byl zároveň pobočníkem Jiřího VI. V roce 1948 dosáhl hodnosti polního maršála a v letech 1948–1952 byl náčelníkem britského generálního štábu. V letech 1953–1960 byl generálním guvernérem v Austrálii, kde působil apoliticky a věnoval se ceremoniálním záležitostem. V Austrálii měl značnou oblibu mimo jiné díky tomu, že s australskými vojáky bojoval již v první světové válce. Ještě před odchodem z Austrálie získal Podvazkový řád (1959), po návratu do Anglie byl povýšen na vikomta a stal se členem Sněmovny lordů (1960). V letech 1963–1970 zastával čestný post guvernéra Windsoru. V soukromí sepsal své Paměti. Zemřel v Londýně v prosinci 1970 ve věku 79 a byl mu uspořádán státní pohřed ve Westminsterském opatství.
Během kariéry získal řadu britských i zahraničních vyznamenání, byl nositelem velkokříže Řádu britského impéria (1946), Řádu lázně (1950), Řádu sv. Michala a sv. Jiří (1952) a Viktoriina řádu (1954). V roce 1990 mu byla odhalena socha před budovou ministerstva obrany.
S manželkou Aileen Robertson měl dvě děti, dědicem titulu byl syn John Douglas Slim, 2. vikomt Slim (1927–2019), který v mládí sloužil v armádě a později se angažoval ve vedení několika společností.

## Vyznamenání
- rytíř Podvazkového řádu – 24. dubna 1959[3]
- rytíř velkokříže Řádu lázně – 2. ledna 1950[4]
- rytíř-komandér Řádu lázně – 28. září 1944
- společník Řádu lázně – 1. ledna 1944[5]
- rytíř velkokříže Řádu svatého Michala a svatého Jiří – 10. prosince 1952[6]
- rytíř velkokříže Královského řádu Viktoriina – 16. února 1954[7]
- rytíř velkokříže Řádu britského impéria – 1. ledna 1946[8]
- komandér Řádu britského impéria – 28. října 1942[9]
- Nejctihodnější řád sv. Jana Jeruzalémského – 2. ledna 1953
- společník Řádu za vynikající službu – 14. ledna 1943[10]
- Vojenský kříž – 7. února 1918[11]
- vrchní velitel Legion of Merit – USA[12]